# Ma famille t'adore déjà !
Pour plus de détails, voir Fiche technique et Distribution.
Ma famille t'adore déjà ! est une comédie française réalisée par Jérôme Commandeur et Alan Corno, sortie en 2016.

## Synopsis
Julien, créateur d'applications pour mobile, tombe amoureux d'Éva, une jeune journaliste. À la suite de la demande en mariage de Julien, Éva doit lui présenter ses parents résidents sur l'île de Ré. Tous se retrouvent lors d'un week-end qui sera mémorable pour chacun d'entre eux. Malheureusement pour Julien, Eva a enjolivé son fiancé auprès de sa famille, tandis que son beau-frère Jean-Sébastien cache à ses parents qu'il a ruiné l'affaire dont il a hérité...

## Fiche technique
- Titre : Ma famille t'adore déjà !
- Réalisation : Jérôme Commandeur et Alan Corno
- Scénario, dialogues : Jérôme Commandeur, Kevin Knepper et Frédéric Jurie
- Musique : Maxime Desprez et Michaël Tordjman
- Montage : Catherine Renault
- Photographie : Denis Rouden
- Décors : Hervé Gallet
- Costumes : Aurore Pierre
- Producteur : Patrick Quinet
  - Producteur délégué : Dany Boon, Yaël Boon, Laurent Storch, Éric Hubert et Jérôme Seydoux
  - Producteur exécutif : Stéphane Quinet
- Production : Artémis Productions
  - Production déléguée : HBB 26, Pathé et ARTEBIS Sprl
  - SOFICA : Cinémage 10, SofiTVciné 3
- Distribution : Pathé Distribution
- Pays d'origine :  France
- Durée : 84 minutes
- Genre : comédie
- Dates de sortie :
  -  France : 9 novembre 2016
- Visa : 142.626

## Distribution
- Arthur Dupont : Julien
- Déborah François : Éva Périné
- Thierry Lhermitte : Jean Périné
- Marie-Anne Chazel : Marie-Lau Périné
- Jérôme Commandeur : Jean-Sébastien Périné
- Valérie Karsenti : Corinne Périné
- Sabine Azéma : Dahlia
- Éric Berger : Lambert
- Alicia Endemann (en) : Anneke, la fille au pair
- Marie Borowski : Anouk
- Catherine Benguigui : la secrétaire de Jean-Sébastien
- Jean-Yves Chatelais : Roland
- Raphaël Aouizerate : Palefroi
- Samuel Aouizerate : Jean-Jésus
- Océane et Margaux Le Caoussin : Prunille
- Virginia Anderson : bijoutière de Cartier
- Marie-Noëlle Pigeau : vendeuse de chez Leclerc
- Valérie Vogt : guichetière du péage
- Patrick Brossard, Marie Derache et Tom Villa : gendarmes
- Judith Siboni : la mère de famille
- Pascal Franks : le père de famille

## Autour du film
Jérôme Commandeur et Valérie Karsenti se remettent en couple dans le film après Babysitting 2. Comme dans l'autre film, le personnage de Valérie Karsenti trompe son conjoint.